# Kief Davidson
Kief Davidson (* 12. Mai 1970 in Brooklyn, New York City) ist ein US-amerikanischer Filmemacher, der bei der Oscarverleihung 2013 für seine Arbeit bei Open Heart zusammen mit Cori Shepherd Stern für den Oscar in der Kategorie Bester Dokumentar-Kurzfilm nominiert war.
Davidson wurde in Brooklyn geboren und aufgezogen und begann seine Karriere als Editor von Comedy- und Musikvideos. Er ist Gründer der Film- und Werbefirma Urban Landscapes. Davidson lebt und arbeitet in Los Angeles. Vor allem der 2005 veröffentlichte Film Devil’s Miner – Der Berg des Teufels brachte ihm auf verschiedenen Filmfestivals Auszeichnungen ein, so zum Beispiel auf dem Tribeca Film Festival im Jahr 2005 als Best New Documentary Filmmaker – Special Jury Mention.

## Filmografie
- 1994: Blood Ties: The Life and Work of Sally Mann (Dokumentar-Kurzfilm, Editor)
- 1998: Minor Details (Regisseur und Drehbuchautor)
- 2000: South Park (Schauspieler)
- 2002: Exotic Islands (Fernsehserie, Regisseur, Editor, Drehbuchautor und Produzent)
- 2003: Boys Life 4: Four Play (Editor)
- 2003: Richard Pryor: I Ain’t Dead Yet, #*%$#@!! (Dokumentar-Fernseh-Special, zusätzlicher Editor)
- 2005: Devil’s Miner – Der Berg des Teufels (Dokumentarfilm, Regisseur, Editor, Drehbuchautor und Produzent, The Devil’s Miner)
- 2005: Robert Klein: The Amorous Busboy of Decatur Avenue (Fernsehfilm, Editor)
- 2005: Happy Days: 30th Anniversary Reunion (Fernseh-Dokumentarfilm, zusätzlicher Editor)
- 2006: Independent Lens (Fernseh-Dokumentarserie, Regisseur, Editor, Drehbuchautor und Produzent)
- 2008: Kassim the Dream (Dokumentarfilm, Regisseur, Editor, Drehbuchautor und Produzent)
- 2010: Swamp Men (Fernsehserie, Editor)
- 2011: Comic-Con Episode IV: A Fan’s Hope (Dokumentarfilm, Produzent)
- 2012: Emergency (Dokumentar-Kurzfilm, Regisseur, Produzent)
- 2012: Open Heart (Dokumentarfilm, Regisseur, Editor und Produzent)
- 2014: A Lego Brickumentary (Dokumentarfilm, Regisseur und Drehbuchautor)
- 2015: Saving Sight (Kurzfilm, Regisseur)
- 2016: The Ivory Game: Das Elfenbein-Komplott (Regisseur, The Ivory Game)
- 2017: Bending the Arc (Regisseur)
- 2022: Kernschmelze: Der Unfall von Three Mile Island (Regisseur, Meltdown: Three Mile Island)